# Union Pacific Railroad
Union Pacific Railroad är USA:s största järnvägsbolag, grundat 1862. Under sina första år var bolaget ett av de två järnvägsbolag som byggde den första transamerikanska järnvägen. Union Pacifics järnvägsnät täcker större delen av USA väster om Chicago. Bolaget har nått sin storlek genom att köpa upp ett antal mindre järnvägsbolag, bland andra Kansas Pacific, Missouri Pacific, Chicago and North Western, Western Pacific, Missouri-Kansas-Texas, samt senast Rio Grande och Southern Pacific (1996). Union Pacific Corporations främsta konkurrent är BNSF Railway, landets näst största godsjärnväg, som även de främst trafikerar USA väster om Mississippifloden. Tillsammans har de två järnvägarna ett duopol på alla transkontinentala fraktjärnvägslinjer i USA.

## Järnvägsnät
Med sin verksamhet till största delen väster om Mississippi äger och använder Union Pacific spår i 23 amerikanska delstater: Arizona, Arkansas, Colorado, Kalifornien, Idaho, Illinois, Iowa, Kansas, Louisiana, Minnesota, Missouri, Montana, Nebraska, Nevada, New Mexico, Oklahoma, Oregon, Tennessee, Texas, Utah, Washington, Wisconsin och Wyoming. Järnvägsnätet är indelat i 21 administrativa ”service units”: Chicago, Council Bluffs, Commuter Operations, Denver, El Paso, Fort Worth, Houston, Kansas City, Livonia, Los Angeles, North Little Rock, North Platte, Portland, Roseville, San Antonio, Saint Louis, Tucson, Twin Cities, Utah, och Wichita. Varje ”service unit” är i sin del indelat i flera mindre enheter som representerar bansträckor från 500 kilometer huvudlinje till 15 kilometer bibana.
Om man inte räknar med dubbelspår, sidospår och spår på bangårdar, trafikerade Union Pacific 58 364 kilometer spår den 24 mars 2000. Med dubbelspåren, bangårdarna och sidospåren blir den totala spårlängden 87 091 kilometer. 
Union Pacific har även avtal med konkurrerande bolag, främst BNSF, som ger Union Pacific rätt att trafikera konkurrenters spår med egna tåg med egen personal. Genom uthyrning av lok samt avtal med andra företag kan Union Pacifics lok även ses på konkurrerande bolags spår runtom i USA, Kanada och på senare tid även Mexiko.

## Lokomotiv

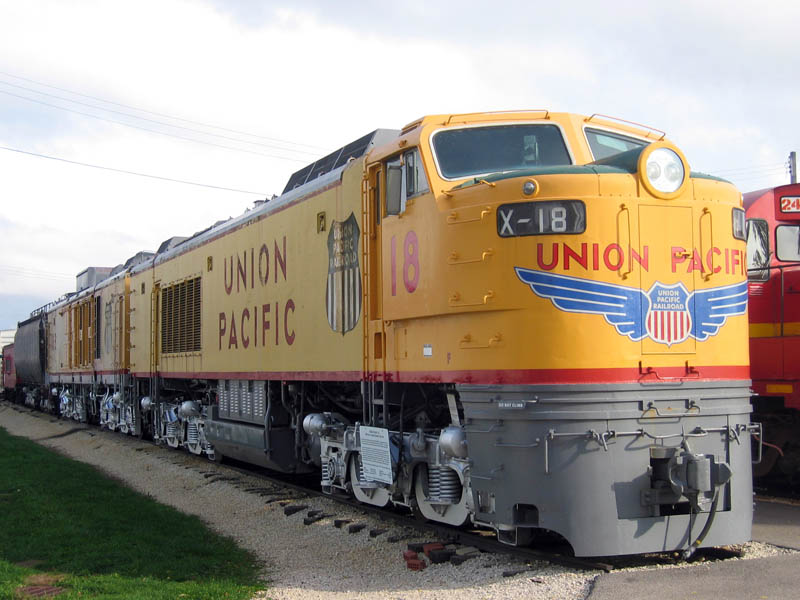
Ett av Union Pacifics turbinlok på Illinois Railway Museum Foto: Jeremy Atherton

Union Pacific gjorde sig kända för att satsa på stora lokomotiv, även med amerikanska mått mätt. Det är det enda bolaget i världen som använt det välkända Big Boy i trafik (Big Boy anses ibland vara världens största ånglok). Som ersättare för Big Boy satsade bolaget på gasturbinlok i godstrafik, något de också blev ensamma om, och de första loken levererades i början på 1950-talet. Gasturbinloken skulle sedan användas i 20 år.

## Färgschema
Union Pacifics färgsättning på diesellok är det äldsta färgschemat som fortfarande används av ett större järnvägsbolag i USA. De övre två tredjedelarna av lokets korg är målade i en gul nyans kallad Armour Yellow. Namnet kommer av att färgen har använts av the Armour meat company. Den understa tredjedelen är målad i den ljusgrå Harbour Mist Grey. De två färgfälten separeras av en röd linje. På nedre delen av loken fanns även en röd linje, men den har på senare tid blivit en gul linje. Boggier, bränsletankar och allt annat under den linjen är även de målade i Harbour Mist Grey. På sidan av loken står det normalt UNION PACIFIC i röda bokstäver med svarta kanter. All annan text på loken är också i rött med svarta kanter. En del lok har även ett par blåa vingar med vita kanter i fronten.
I slutet av 2005 lanserade Union Pacific ett antal nya lok i färgsättningar tillhörande bolag som köpts upp av Union Pacific. Lokens nummer är detsamma som det årtal då bolaget blev en del av Union Pacific. Loken var nummer 1982, Missouri Pacific, nummer 1983 i Western Pacifics färger och nummer 1988 målat som ett lok från Missouri-Kansas-Texas. Tre lok till har målats i andra uppköpta bolags färger. Chicago and North Western med lok 1995, Southern Pacific med lok 1996, och Denver and Rio Grande Western som köpte Southern Pacific 1988, med lok 1989.